# Callistethus madurae
Callistethus madurae är en skalbaggsart som beskrevs av Gilbert John Arrow 1911. Callistethus madurae ingår i släktet Callistethus och familjen Rutelidae. Inga underarter finns listade.